# Premi nazionali per la traduzione
I premi nazionali per la traduzione sono dei premi assegnati con cadenza annuale dal Ministero per i beni e le attività culturali a traduttori e editori italiani e stranieri. Sono stati istituiti nel 1988 in seguito al Decreto ministeriale del 4 febbraio 1988.

## Regolamento
I premi sono diretti a dei traduttori e a delle case editrici che, con la loro attività, abbiano contribuito a promuovere la cultura italiana all'estero, o la cultura legata a una lingua straniera in Italia. I premi sono assegnati da una commissione di esperti, che deve nominare un vincitore per ciascuna delle seguenti categorie:
- traduttore che ha tradotto in italiano una o più opere da un'altra lingua (classica, moderna o dialetto)
- traduttore che ha tradotto in lingua straniera una o più opere dall'italiano o in dialetto
- editore italiano per le opere tradotte da una lingua straniera (classica, moderna o dialetto)
- editore straniero per le opere tradotte dall'italiano o in dialetto.

i premi si dividono inoltre in "premi per l'attività complessiva" e "premi speciali".

## Vincitori
Per l'elenco dei Premi per l'attività complessiva si segue l'ordine sopraindicato.

### 1989
Premi per l'attività complessiva
- Mario Socrate
- Jacqueline Risset
- Edizioni E/O[1]
- Casa Editrice Wagenbach

Premi speciali
- Oreste Lionello
- Federico Masini
- C. Aurelio Privitera
- Alfredo Suvero

### 1990
Premi per l'attività complessiva
- Luca Canali
- William Weaver
- Adelphi Edizioni
- Editions Verdier

Premi speciali
- Lionello Costantini
- Elisabetta Cywiak
- Francesco De Franchis
- Pier Francesco Paolini

### 1991[2]
Premi per l'attività complessiva
- Carlo Carena
- R.S. Alhuwalia (lingua punjabi)
- Costa & Nolan
- Lumen (Spagna)

Premi speciali
- Andrea Casalegno
- Ginette Henry
- Tien Dewang (lingua cinese)[3]
- Le Scienze

### 1992
Premi per l'attività complessiva
- Giovanna Bemporad
- Tomotada Iwakura[4]
- Vanni Scheiwiller[5]
- Graficki Zavod

Premi speciali
- Tito Gallas
- Mirella Karpati
- Sergio Jacquier
- Nicolaj Zivago

### 1993
Non assegnati.

### 1994
Premi per l'attività complessiva
- Mario Carpitella
- Carlos Nilson Moulin Louzada
- Iperborea
- Casa Editrice Europa

Premi speciali
- Casa Editrice Edit
- Casa Editrice Giuffrè
- Huguette Hatem
- Rivista "Testo a fronte"

### 1995
Premi per l'attività complessiva
- Pietro Marchesani[6]
- Algimantas Vaisnoras
- Gruppo Editoriale Giunti
- Casa Editrice S.J. Zacharopoulos

Premi speciali
- Roberto De Simone
- Carmelo Geraci
- Casa Editrice La Giuntina
- Yves Hersant

### 1996
Premi per l'attività complessiva
- Bruno Gentili
- Evgenij Solonovič[7]
- Casa Editrice Marsilio
- Editions Du Seuil

Premi speciali
- Riccardo Duranti[8]
- Zibaldone[9]

### 1997[10]
Premi per l'attività complessiva
- Renata Colorni[11]
- Blahoslv Hecko (lingua slovacca)
- Laterza
- Aeolian Press (Austria)

Premi speciali
- Lettera Internazionale[12]
- Salama Soliman
- Mary Gayle Ridinger
- Semicerchio

### 1998[13]
Premi per l'attività complessiva
- Serena Vitale
- Allen Mandelbaum (lingua inglese)
- Tratti MobyDick
- Casa Editrice Allia (Francia)

Premi speciali
- Ettore Capriolo
- Poesia
- Settentrione
- Eugeniusz Kabatc e Krystyne Kabatc

### 1999
Premi per l'attività complessiva
- Giuseppe Bellini
- Lene Waage Petersen
- Casa Editrice Sellerio
- Casa Editrice Raduga

Premi speciali
- Elena Loewenthal
- Edizioni Lavoro[14]
- Gradiva Publications
- In forma di parole[15]
- Casa Editrice Jouvence

### 2000[16]
Premi per l'attività complessiva
- Giuseppe Bevilacqua
- Adabag Necdet (lingua turca)
- Rizzoli
- Gunter Narr Verlag (Germania)

Premi speciali
- Massimo Bocchiola[17]
- Gianroberto Scarcia
- Filippo Ottoni
- Le Lettere
- Hakusuisha

### 2001[18]
Premi per l'attività complessiva
- Massimo Bacigalupo
- Reza Gheissarieh (Iran)
- Editore: San Marco dei Giustiniani
- Anagrama (Spagna)

Premi speciali
- Marco Lucchesi
- Elizabeth Vasiljević
- Tararà[19]
- Inostrannaja Literatura/Иностранная литература

### 2002[18]
Premi per l'attività complessiva
- Viola Papetti
- Ljiljana Avirović (lingua croata)[20]
- Voland
- Berlendis & Vertecchia (Brasile)

Premi speciali
- Andrea Raos
- Amanie Habashi
- Stanislaw Kasprzysiak
- Rosellina Archinto

### 2003[21]
Premi per l'attività complessiva
- Giulia Lanciani
- Jean-Paul Manganaro (lingua francese)
- Minimum Fax
- Biblioteca dei Quaderni di Italianistica (Canada)

Premi speciali
- Alon Altaras[22]
- Luigi Bonaffini
- Gioia Costa
- Fawzi Al-Delmi
- Zanichelli

### 2004[21]
Premi per l'attività complessiva
- Masolino d'Amico
- Lu Tongliu (lingua cinese)
- Fazi Editrice
- Editions Desjonqueres (Francia)

Premi speciali
- Laura Bocci
- Delia Gambelli
- Bruno Mazzoni
- Edizioni Sylvestre Bonnard
- Gennadij Kiselëv

### 2005[21]
Premi per l'attività complessiva
- Francesco Saba Sardi
- Imre Barna (lingua ungherese)
- Il Veltro Editrice
- Loki Kirjat (Finlandia)

Premi speciali
- Dace Meiere
- Lucio Tropia
- Cavalo de Ferro Editores
- Imprimerie Sammarcelli

### 2006[21]
Premi per l'attività complessiva
- Magda Olivetti
- Kadhim Jihad Hassan (lingua araba)
- Edizioni Ariele
- Durieux (Croazia)

Premi speciali
- Monica Morzenti[23]
- Maria Giuseppina Gottardi
- Portaparole Editrice
- Alessandro Niero
- Helena Lozano Miralles

### 2007[24]
Premi per l'attività complessiva
- Paola Maria Minucci
- Vasco Graça Moura (lingua portoghese)
- Edizioni Culturali Internazionali Genova
- Folio Verlag (Austria)

Premi speciali
- Alberto Rossatti
- Marco Simonelli
- Elena Kostioukovitch
- José María Micó

### 2008[25]
Premi per l'attività complessiva
- Paolo Collo
- Viliam Turčány (lingua slovacca)
- Bollati Boringhieri
- Humanitas Editrice (Romania)

Premi speciali
- Giampiero Bellingeri
- Nodar Ladaria
- Hakibbutz HaMeuchad Publishers
- Hyun-Kyung Lee

### 2009[26]
Premi per l'attività complessiva
- Ottavio Fatica
- Jarosław Mikolajewski (lingua polacca)
- Spirali Edizioni
- Can Yayinlari (Turchia)

Premi speciali
- Martina Testa
- Zandonai Editore
- Progetto Grafico
- 2 Kronors Förlag

### 2010
Non assegnati.

### 2011[27]
Premi per l'attività complessiva
- Anna Maria Carpi
- Tadahiko Wada (lingua giapponese)
- La Nuova Frontiera
- Nov Zlatorog (Bulgaria)

Premi speciali
- Silvia Cosimini
- Katerina Vinsova
- Mesogea
- Corso Verlag

### 2012[28]
Premi per l'attività complessiva
- Bruno Berni
- Ileana Zmaranda Elian (Romania)
- Editori Internazionali Riuniti
- Alma Books (Inghilterra)

Premi speciali
- Barbara La Rosa
- Mirko Tomasovič
- Claudiana
- Alessandro Elia

### 2013[29]
Premi per l'attività complessiva
- Ilide Carmignani
- Juan Carlos Reche[30] (Spagna)
- Casa Editrice Guida Editori
- Casa Editrice Agra Publications (Grecia)

Premi speciali
- Maria Teresa Orsi
- Casa Editrice Ponte33[31]
- Casa Editrice Edicions de 1984 (Spagna)
- Casa Editrice Novoe Izdatel'stvo/Новое издательство (Russia)

### 2014[32]
Premi per l'attività complessiva
- Franca Cavagnoli
- Mimoza Hysa (Albania)
- Casa Editrice Metropoli d’Asia
- Casa Editrice Carmel Publishing House (Israel)

Premi speciali
- Patrizia Liberati
- Renata Morresi
- Casa Editrice Del Vecchio Editore
- Edizioni Del Centro Studi Ebraici

### 2015[33]
Premi per l'attività complessiva
- Vittorio Sermonti
- Anastasija Gjurčinova/Ѓурчинова, Анастасија (Macedonia)
- Edizioni dell'Urogallo
- Casa Editrice Iztok-Zapad (Bulgaria)

Premi speciali
- Monica Ruocco
- Jean-Yves Masson (Francia)
- Luca Manini
- Nessun Dogma Edizioni

### 2016[34]
Premi per l'attività complessiva
- Ada Vigliani
- Anna Jampol’skaja/Анна Ямпольская (Russia)
- Casa Editrice Marcos Y Marcos
- Casa Editrice Nha Nam (Vietnam)

Premi speciali
- Paola Ferretti
- Elio Pandolfi
- Gašper Malej (Slovenia)
- Casa Editrice Quodlibet

Due Premi Straordinari alla carriera a:
Anna Vanzan, traduttrice dal persiano in italiano.
Naglaa Gameleldin Soliman Waly, traduttrice dall’italiano in arabo.

### 2017[35]
Premi per l'attività complessiva
- Paola Décina Lombardi
- Michael Rössner
- Interlinea Edizioni
- Editorial Pre-Textos (Spagna)

Premi speciali
- Neva Micheva/Нева Мичева (Bulgaria)
- Valerio Nardoni
- Nicola Verderame
- Casa Editrice Gran Via

Due Premi Straordinari alla carriera a:
Ornella Discacciati e
Carlo Saccone.

### 2018[36]
Premi per l'attività complessiva
- Silvia Bre
- Moshe Kahn
- Pisa University Press
- Casa Editrice Zibaldone (Valencia)

Premi speciali
- Elena Maria Liverani
- Donatella Guida
- Caterina Graziadei
- Casa Editrice Transalpina

### 2019[37]
Premi per l'attività complessiva
- Giorgia Graziani Sensi
- Wen Zheng (Cina)
- Casa editrice Bompiani - Giunti
- Casa Editrice Periferica Editoria (Spagna)

Premi speciali
- Mauricio Santana Dias (Brasile)
- Gaga Shurgaia (Georgia)
- Nuntawan Chanprasert (Thailandia)
- Radica Nikodinovska (Macedonia)

### 2020[38]
Premi per l'attività complessiva
- Fabio Pedone
- Irina Talevska (Macedonia)
- Casa Editrice N.d.T. La Nota del Traduttore
- Casa Editrice NonSolo Verlag (Germania)

Premi speciali
- Andrea De Benedittis
- Pepa Linares (Spagna)
- Silvano De Fanti
- Antonella Francini

### 2021[39]
Premi per l'attività complessiva
- Francesco Stella
- Carlos Gumpert Melgosa (Spagna)
- Edizioni Clichy
- Casa Editrice Sonia Draga (Polonia)

Premi speciali
- Margherita Carbonaro
- Silvia Pozzi
- Daniele Ventre
- Alessandra Repossi